# Camino a Rinconada
Camino a Rinconada es una arteria vial ubicada en la comuna de Maipú, en Santiago de Chile. Es de las principales avenidas de la comuna, y cuenta con una longitud aproximada de 8,8 kilómetros, se origina en la esquina de calle El Carmen, cerca de la avenida 5 de Abril y finaliza en el Camino El Trebal, dónde se convierte en un camino de acceso restringido.

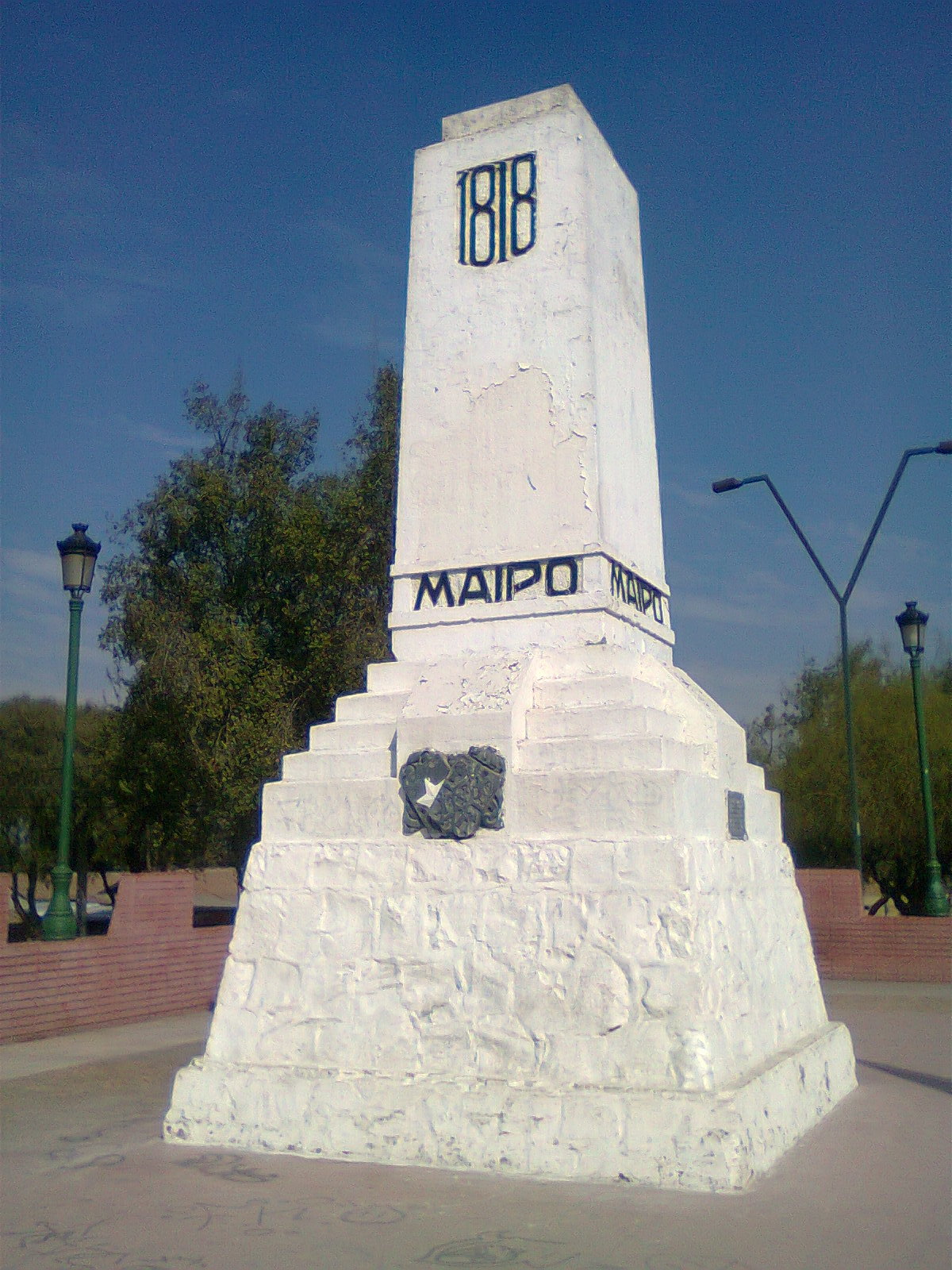
Monumento al Abrazo de Maipú

Entre los lugares relevantes que se encuentran a su paso, de oeste a este, están la villa Los Maitenes, la Escuela de Suboficiales, el río Mapocho, la Autopista del Sol, el Parque Tres Poniente, el Monumento al Abrazo de Maipú, el Hospital del Carmen, el Cementerio Católico de Maipú y el Templo Votivo.
En el año 2015 se iniciaron las obras del eje de movilidad de Rinconada de Maipú, las cuales concluyeron en junio del 2018. La obra contempló una mejora entre Las Naciones y la calle El Carmen, entre estas calles la avenida cuenta con tres pistas por sentido, una exclusiva para buses de Red Movilidad, una ciclovía de alto estándar, nuevas luminarias led, colectores de agua lluvia y huella táctil para no videntes.
Durante el segundo trimestre del año 2023, se ejecutaron obras para mejorar la infraestructura vial de la avenida. Estas obras fueron realizadas entre El Conquistador y Las Naciones, correspondientes al tramo que no fue mejorado en el año 2015. La mejora contempla pavimentación con hormigón y consideró mejoras a la infraestructura de Red Movilidad, con nuevos paraderos, señaléticas y una pista solo buses. Las obras finalizaron en enero del 2024 beneficiando a más de 86.000 personas.
Una de las propuestas realizadas por Tomás Vodanovic es la extensión de la línea 6 del Metro de Santiago hasta el sector poniente de Maipú, solicitando una estación en el Parque Tres Poniente debido a la alta cantidad de personas que viven en el sector y a la conexión con el Hospital El Carmen. Este proyecto fue confirmado el 1 de junio de 2025, cuando el presidente Gabriel Boric lo anunció durante la última Cuenta Pública de su gobierno.